# Folkhorod
Folkhorod je třetí album polské skupiny Enej, vydané 16. listopadu 2012 pod vydavatelstvím Lou Rocked Boys. Z alba byly uvolněny promo singly „Tak smakuje życie“, „Skrzydlate ręce“, „Lili“ a „Symetryczno-liryczna“. Album se vyšplhalo na 2. místo žebříčku OLiS a 51 týdnů setrvalo v žebříčku „50 nejprodávanějších alb v Polsku“.
V roce 2013 skupina obdržela na koncertu v Paláci kultury a vědy ve Varšavě během 21. finále Velkého orchestru vánoční pomoci od Sławka "Melona" Świdurského z vydavatelství Lou & Rocked Boys zlatou desku. Během koncertu Przystanek Woodstock 1. srpna 2013 rovněž z rukou "Melona"a kapela obdržela platinovou desku a dnes má již trojitou platinovou desku.

## Seznam stop
1. Tak smakuje życie
2. Moja Eneida
3. Symetryczno-liryczna
4. Woda życiodajna
5. Vitre hnatyi
6. Skrzydlate ręce
7. Oj pishov ja v Dunay
8. Interludium
9. United" (hostující: Łozo, Tomson)
10. Lili
11. Lita Orel
12. Żyje się raz
13. Cykady na cykladach (cover Maanam)